# Xylopia toussaintii
Xylopia toussaintii là loài thực vật có hoa thuộc họ Na. Loài này được Boutique miêu tả khoa học đầu tiên năm 1951.